# Sverdrup Nunataks
Sverdrup Nunataks är nunataker i Västantarktis. Argentina, Chile och Storbritannien gör anspråk på området.